# Heki (Pazin)
Pour les articles homonymes, voir Heki.
Heki (en italien : Checchi) est une localité de Croatie située en Istrie, dans la municipalité de Pazin, dans le comitat d'Istrie. En 2001, la localité comptait 465 habitants.

## Démographie
| 1948 | 1953 | 1961 | 1971 | 1981 | 1991 | 2001 |
| ---- | ---- | ---- | ---- | ---- | ---- | ---- |
| 463  | 452  | 439  | 417  | 390  | 412  | 465  |